# Asques (Tarn y Garona)
 Asques  es una población y comuna francesa, en la región de Mediodía-Pirineos, departamento de Tarn y Garona, en el distrito de Castelsarrasin y cantón de Lavit.

## Demografía
| 139 | 122 | 116 | 110 | 117 | 134 |
| Para los censos de 1962 a 1999 la población legal corresponde a la población sin duplicidades (Fuente: INSEE [Consultar]) |     |     |     |     |     |